# Phản xạ không điều kiện

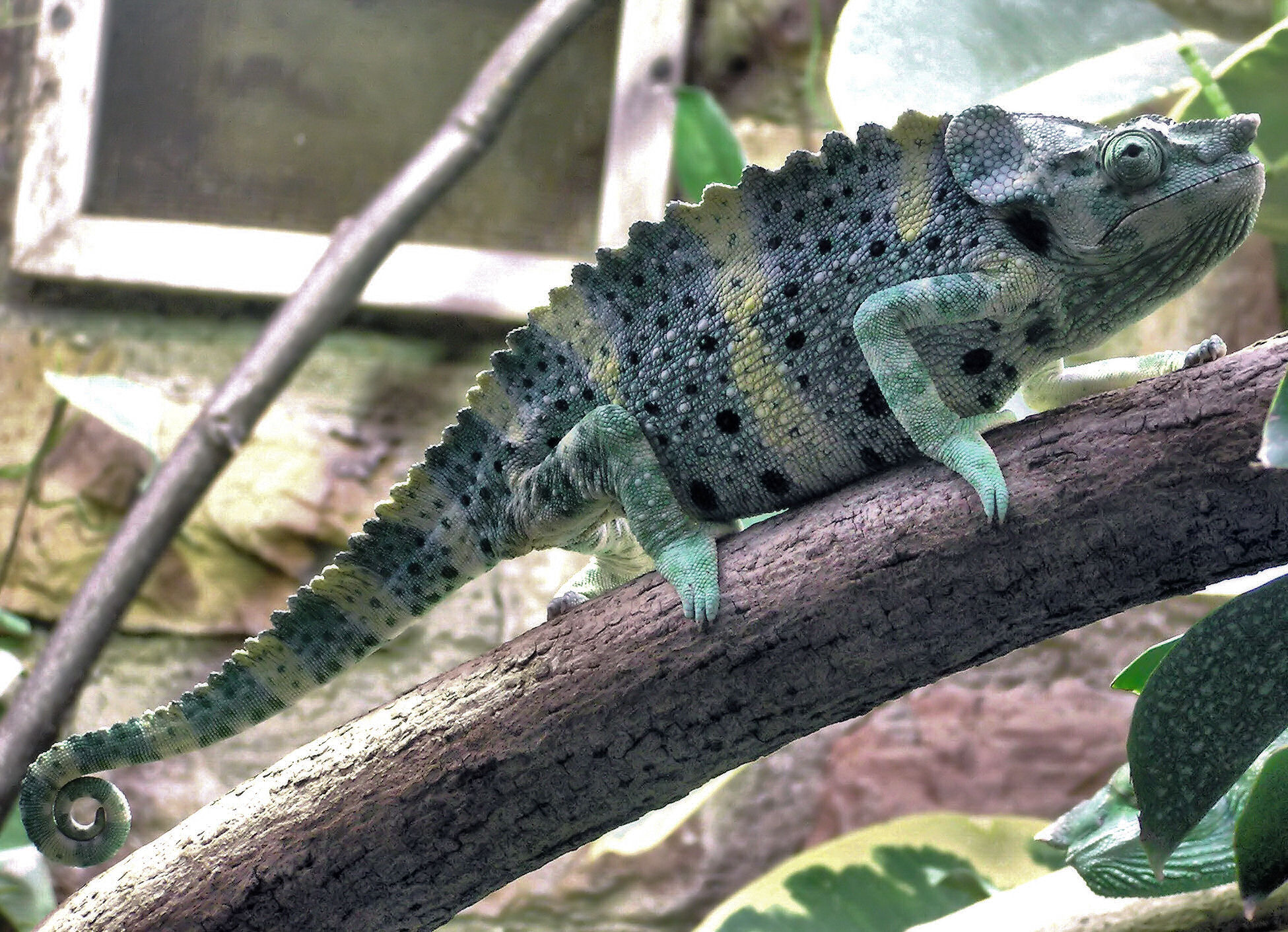
Hành động "tàng hình" của tắc kè hoa là một phản xạ vô điều kiện di truyền trong loài

Phản xạ không điều kiện là một trong hai loại phản xạ của cơ thể. Khi vừa mới sinh ra, mọi sinh vật đều đã có loại phản xạ này. Khác với phản xạ có điều kiện, phản xạ không điều kiện không cần phải có quá trình rèn luyện, mang tính bản năng và tính loài và tồn tại vĩnh viễn suốt đời, có một số hoạt động không điều kiện vô thức như thở... nói tóm lại là phản xạ tồn tại trong bản năng của mỗi người từ khi sinh ra. Phản xạ không điều kiện còn có thể di truyền.
Phản xạ không điều kiện phụ thuộc vào tác nhân kích thích và bộ phận cảm thụ bị kích thích. Có thể nói nó là mối liên kết ràng buộc vĩnh viễn giữa con người và môi trường xung quanh.